# 14926 Хосіде
14926 Хосіде (14926 Hoshide) — астероїд головного поясу, відкритий 4 листопада 1994 року.
Тіссеранів параметр щодо Юпітера — 3,547.